# Ensign Records
Ensign Records — британський лейбл звукозапису, заснований 1976 року.
Засновником лейблу Ensign Records став британський музичний менеджер Найджел Грейндж, який до цього працював у відділі пошуку талантів компанії Phonogram. Він хотів залишити компанію, і щоб його утримати, Грейнджу дозволили заснувати власний лейбл звукозапису. Назва «Ensign» походила від імені Грейнджа та означала «N Sign» або «Nigel's Sign» (укр. знак Найджела).
Протягом перших років існування на Ensign Records виходили записи таких виконавців, як The Boomtown Rats, Black Slate, Light of the World, Едді Грант та інших. Найбільший успіх був пов'язаний із гуртом The Boomtown Rats, фронтменом якого був Боб Гелдоф. 1983 року Грейндж погодився на те, щоб головна зірка його лейблу, колектив The Boomtown Rats підписав контракт із Phonogram, а натомість він отримав повний контроль над Ensign Records.
З 1984 по 1991 роки власники Ensign Records неодноразово змінювалися, проте Грейндж продовжував керувати лейблом. За цей час на ньому виходили записи Філа Фірона, Flash and the Pan, The Waterboys, World Party, Шинейд О'Коннор. Спочатку Грейндж співпрацював із компанією Island Records, але 1984 року продав Ensign компанії Chrysalis Records. 1989 року британська медіагрупа EMI викупила 50 % відсотків Chrysalis, а ще за два роки — решту компанії.
Після чого, як EMI отримали повний контроль над Ensign Records, Найджел Грейндж вирішив піти з посади керівника лейбла, бо не поділяв корпоративний підхід EMI. Після відходу Грейнджа Ensign залишався частиною EMI Chrysalis, але торговельна марка «Ensign» майже не використовувалася.